# Hasse Jeppson
Hans „Hasse“ Jeppson (* 10. Mai 1925 in Kungsbacka; † in der Nacht zum 22. Februar 2013 in Rom) war ein schwedischer Fußballspieler; er spielte auf der Position eines Stürmers.
Hasse Jeppson begann seine Karriere bei Djurgårdens IF; Anfang 1951 wechselte er zu Charlton Athletic. Für Charlton bestritt er lediglich 11 Ligaspiele, ehe er in die Serie A zu Atalanta Bergamo wechselte. Hier spielte Hasse Guldfot, wie er in Schweden liebevoll genannt wurde, so stark, dass der SSC Neapel die damalige Rekordsumme von 105 Millionen Lire bezahlte, um sich die Dienste des Schweden für die folgende Saison zu sichern. Aufgrund der hohen Ablöse nannten ihn die Fans von Napoli in der Folge o' banco e' napule (napoletanisch für „die Bank von Neapel“). Jeppson erzielte insgesamt 52 Tore für Napoli, ehe er zur Saison 1956/57 zum AC Turin wechselte. In Turin bestritt er seine letzte Saison als Profi und beendete seine erfolgreiche Karriere.

## Nationalmannschaft
Gleich bei seinem Nationalmannschaftsdebüt am 13. Mai 1949 erzielte er das 2:0 bei einem 3:1-Sieg über England in einem freundschaftlichen Länderkampf im heimischen Råsunda-Stadion. Über Irland und Finnland qualifizierte sich Schweden für die Fußball-Weltmeisterschaft 1950 in Brasilien. Beim Auftaktspiel der Schweden besiegte Schweden auch Dank zweier Jeppson-Treffer den zweifachen Weltmeister Italien mit 3:2. Allerdings war er auch beim 1:7 gegen Gastgeber Brasilien dabei. Insgesamt wurden die Schweden Dritte dieses Turniers.
Nachdem Jeppson 1951 zum Professional wurde bekam er keine Nominierungen mehr für Länderspiele, da der schwedische Verband auf den Amateurstatus seiner Spieler bestand. Pragmatismus siegte über Prüderie erst vor der Weltmeisterschaft 1958 im eigenen Lande. Somit blieb es für Jeppson bei 12 Partien mit neun Toren.

## Weiteres
Jeppson war auch ein hervorragender Tennisspieler. Er besiegte unter anderem den deutschen Davis-Cup-Spieler Horst Hermann mit 6:3 und 6:4. Jeppson betätigte sich im Tennis Club Napoli, wo er auch eine Affäre mit der italienischen Tennisspielerin Silvana Lazzarino hatte. Später lernte er im Club seine Frau, die Industriellentochter Emma Di Martino (* 1936) kennen, die er 1957 heiratete, was er zum Anlass nahm seine Fußballerlaufbahn zu beenden.
In der Nacht zum 22. Februar 2013 entschlief er im Alter von 87 Jahren sanft in seiner Wohnung in Rom. Seine sterblichen Überreste wurden nach Schweden überführt, wo sie auf dem Alten Friedhof seiner Geburtsstadt Kungsbacka vergraben wurden.